# I liga polska w hokeju na lodzie (1994/1995)
40. sezon I ligi polskiej w hokeju na lodzie rozegrany został na przełomie 1994 i 1995 roku. Był to 59 sezon rozgrywek o Mistrzostwo Polski w hokeju na lodzie. Mistrzem Polski został zespół Podhala Nowy Targ. Był to piętnasty tytuł mistrzowski w historii klubu. 
Podczas sezonu, 23 stycznia 1995 wypadkowi uległa powracająca z meczu drużyna STS „Autosan” Sanok, wskutek czego zginął hokeista tego zespołu, Piotr Milan.

## Formuła rozgrywek
W rundzie zasadniczej zespołu udział wzięło 12 drużyn i rozegrały ze sobą po 2 mecze. Potem osiem najlepszych zespołów awansowało do ćwierćfinału a pozostałe drużyny grały w turnieju o utrzymanie.

## Runda zasadnicza

### Tabela
| Lp. | Zespół              | M  | Pkt | W  | R | P  | G+  | G−  | +/−  |
| --- | ------------------- | -- | --- | -- | - | -- | --- | --- | ---- |
| 1   | Podhale Nowy Targ   | 22 | 41  | 19 | 3 | 0  | 137 | 49  | +88  |
| 2   | Unia Oświęcim       | 22 | 35  | 16 | 3 | 3  | 142 | 46  | +96  |
| 3   | KKH Katowice        | 22 | 34  | 17 | 0 | 5  | 140 | 45  | +95  |
| 4   | Naprzód Janów       | 22 | 29  | 13 | 3 | 6  | 113 | 61  | +52  |
| 5   | TTH Toruń           | 22 | 27  | 12 | 3 | 7  | 103 | 79  | +24  |
| 6   | Polonia Bytom       | 22 | 23  | 11 | 1 | 10 | 75  | 94  | -19  |
| 7   | MHK Tysovia Tychy   | 22 | 21  | 10 | 1 | 11 | 75  | 74  | +1   |
| 8   | Stoczniowiec Gdańsk | 22 | 20  | 8  | 4 | 10 | 90  | 95  | -5   |
| 9   | STS „Autosan” Sanok | 22 | 18  | 8  | 2 | 12 | 72  | 96  | -24  |
| 10  | SMS Sosnowiec       | 22 | 7   | 3  | 1 | 18 | 51  | 127 | -76  |
| 11  | BTH Bydgoszcz       | 22 | 5   | 2  | 1 | 19 | 39  | 110 | -71  |
| 12  | Cracovia            | 22 | 4   | 1  | 2 | 19 | 60  | 219 | -159 |

      = Awans do ćwierćfinału

## Play-off

### Ćwierćfinały
| Podhale Nowy Targ | – | MHK Tysovia Tychy   | 2-0 | 11:2, 6:2          |
| Naprzód Janów     | – | TTH Toruń           | 2-2 | 2:4, 2:3, 5:4, 4:0 |
| KKH Katowice      | – | Polonia Bytom       | 2-0 | 6:2, 9:2           |
| Unia Oświęcim     | – | Stoczniowiec Gdańsk | 2-0 | 5:1, 6:4           |

## Półfinały
| Podhale Nowy Targ | – | Naprzód Janów | 3-0 | 10:0, 6:5, 6:1          |
| Unia Oświęcim     | – | KKH Katowice  | 3-2 | 3:7, 2:5, 5:3, 4:2, 5:3 |

## Mecze o miejsca 5-8
| TTH Toruń     | – | MHK Tysovia Tychy   | 2-0 | 9:7, 7:5      |
| Polonia Bytom | – | Stoczniowiec Gdańsk | 1-2 | 5:6, 5:4, 6:3 |

### Mecz o 7. miejsce
| Polonia Bytom | – | MHK Tysovia Tychy | 2-0 | 4:3, 5:3 |

### Mecz o 5. miejsce
| TTH Toruń | – | Stoczniowiec Gdańsk | 2-1 | 5:0, 2:3, 4:1 |

## Mecz o 3. miejsce
| Naprzód Janów | – | KKH Katowice | 1-2 | 3:4, 11:4, 1:4 |

## Finał
| Podhale Nowy Targ | – | Unia Oświęcim | 3-1 | 9:5, 2:5, 7:0, 7:0 |

## Turniej o utrzymanie

### Tabela
| Lp. | Zespół              | M                            | Pkt                          | W                            | R                            | P                            | G+                           | G−                           | +/−                          |
| --- | ------------------- | ---------------------------- | ---------------------------- | ---------------------------- | ---------------------------- | ---------------------------- | ---------------------------- | ---------------------------- | ---------------------------- |
| 9   | STS „Autosan” Sanok | 4                            | 8                            | 4                            | 0                            | 0                            | 27                           | 6                            | +21                          |
| 10  | BTH Bydgoszcz       | 4                            | 4                            | 2                            | 0                            | 2                            | 16                           | 19                           | -3                           |
| 11  | Cracovia            | 4                            | 0                            | 0                            | 0                            | 4                            | 11                           | 29                           | -18                          |
| 12  | SMS Sosnowiec       | Klub wycofał się z rozgrywek | Klub wycofał się z rozgrywek | Klub wycofał się z rozgrywek | Klub wycofał się z rozgrywek | Klub wycofał się z rozgrywek | Klub wycofał się z rozgrywek | Klub wycofał się z rozgrywek | Klub wycofał się z rozgrywek |

## Baraż o I ligę
| Znicz Pruszków | – | Cracovia | 3:4, 4:9 |

- Cracovia utrzymała się w lidze

## Nagrody
| Nagroda                 | Zawodnik                  | Klub              |
| ----------------------- | ------------------------- | ----------------- |
| Złoty Kij               | Jacek Zamojski            | Podhale Nowy Targ |
| Klasyfikacja kanadyjska | Sławomir Wieloch – 64 pkt | Unia Oświęcim     |